# Wissarion Dmitrijewitsch Sadowski
Wissarion Dmitrijewitsch Sadowski (russisch Виссарион Дмитриевич Садовский; * 24. Julijul. / 6. August 1908greg. in Omsk; † 17. Februar 1991 in Swerdlowsk) war ein russischer Metallkundler und Hochschullehrer.

## Leben
Sadowskis Vater Dmitri Iwanowitsch Sadowski absolvierte die Geistliche Akademie Sankt Petersburg, wurde Kirchenbeamter und fiel 1937 den Stalinschen Säuberungen zum Opfer. Die Mutter Marija Wassiljewna war die Tochter eines Priesters. Bereits vor der Oktoberrevolution zog die Familie in den neuen Dienstort des Vaters Arsamas, wo Sadowski 1924 den Schulbesuch abschloss. Anschließend arbeitete er zunächst als Lehrer an der Schule für Ungebildete in Diwejewo. 1926 begann er das Studium an der physikalisch-mathematischen Fakultät der Universität Kasan, das er 1930 abschloss. Darauf begann er als Laborant in der Slatouster Lenin-Werkzeugfabrik zu arbeiten. Er wurde Forschungsingenieur, Leiter des Metallografie-Laboratoriums und schließlich Forschungsleiter.
1935 wechselte Sadowski als Wissenschaftlicher Mitarbeiter in das Institut für Physik der Metalle (IFM) der Ural-Abteilung der Akademie der Wissenschaften der UdSSR (AN-SSSR) in Swerdlowsk. 1939 wurde er Kandidat der technischen Wissenschaften. 1940 wurde er Leiter des Laboratoriums für physikalische Metallkunde des IFM. Während des Deutsch-Sowjetischen Krieges legte er die Bedingungen für die Wärmebehandlung von panzerbrechenden Geschossen fest. 1945 wurde er zum Doktor der technischen Wissenschaften promoviert. 1949–1950 war er Vizedirektor des IFM. 1968 wurde er Korrespondierendes Mitglied der AN-SSSR. 1982 wurde er Leiter der Abteilung für Festigkeit und Plastizität des IFM.
Im Mittelpunkt der Arbeit Sadowskis standen die Stähle. Arbeitsschwerpunkte waren die Umwandlungskinetik unterkühlter austenitischer Stähle, die Umkristallisation beim Erwärmen, die Verfestigung und Anlasssprödigkeit, die Möglichkeiten für Festigkeitssteigerungen, die thermomechanische Behandlungen und die thermomechanisch-magnetischen Behandlungen. Die Methode zur Bestimmung der Entkohlungsgeschwindigkeit von Stählen wurde sogleich Sadowski-Methode genannt.
Neben seiner Forschungstätigkeit lehrte Sadowski 1944–1959 an dem nach Sergei Mironowitsch Kirow benannten Polytechnischen Institut des Ural in Swerdlowsk und leitete den Lehrstuhl für Metallkunde und Wärmebehandlung. 1946 wurde er zum Professor ernannt. 1970 wurde er Wirkliches Mitglied der AN-SSSR. Zu seinen Schülern gehörten Wadim Michailowitsch Stschastliwzew und Witali Jakowlewitsch Subow.
Seit 1971 war Sadowski Mitglied des Präsidiums der Baschkirischen Abteilung (jetzt Wissenschaftszentrum Ufa) und der Ural-Abteilung der AN-SSSR (bis 1988). Er war Vizehauptherausgeber der russisch-englischen Fachzeitschrift Fisika metallow i metallowedenije/Physics of Metals and Metallography (Nauka, Springer).
Der Physiker Michail Wissarionowitsch Sadowski war Sadowskis Sohn.

## Ehrungen, Preise
- Medaille „Für heldenmütige Arbeit im Großen Vaterländischen Krieg 1941–1945“
- Orden des Roten Sterns (1945)
- Verdienter Wissenschaftler der RSFSR (1968)
- Jubiläumsmedaille „Zum Gedenken an den 100. Geburtstag von Wladimir Iljitsch Lenin“
- Leninorden (1975, 1978)
- Tschernow-Goldmedaille (1976)
- Held der sozialistischen Arbeit (1978)[3]
- Staatspreis der UdSSR (1986)